# The First Cut Is the Deepest
„The First Cut Is the Deepest“ je píseň z roku 1967, jejímž autorem je Cat Stevens. Premiéry se dočkala v květnu 1967 v podání soulové zpěvačky P. P. Arnold a jen o několik měsíců později ji v prosinci téhož roku na své album New Masters zařadil ve vlastním ztvárnění sám Cat Stevens. Od té doby vyšla v řadě cover verzí. Kromě dvou výše uvedených zaznamenala píseň též úspěch v podání britského zpěváka Roda Stewarta (1977) a americké zpěvačky Sheryl Crow (2003).
P. P. Arnold dosáhla s písní na 18. místo v britské hitparádě UK Singles Chart, Rod Stewart v téže hitparádě v květnu 1977 stanul po čtyři týdny na prvním místě a Sheryl Crow se s písní v roce 2004 umístila na prvním místě hitparády Adult Contemporary.